# Соломонові Острови
Соломо́нові острови́ або Соломо́ни (англ. Solomon Islands, the Solomons) — країна в західній частині Тихого океану на схід від Нової Гвінеї, складається з декількох сотень островів.

## Географія

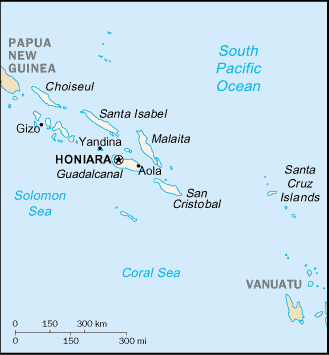
Соломонові Острови

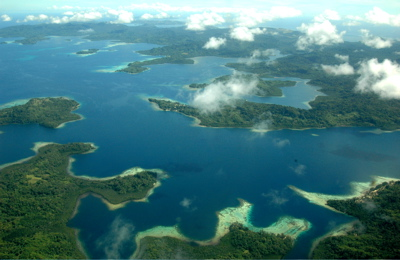
Вид з повітря на Соломонові Острови

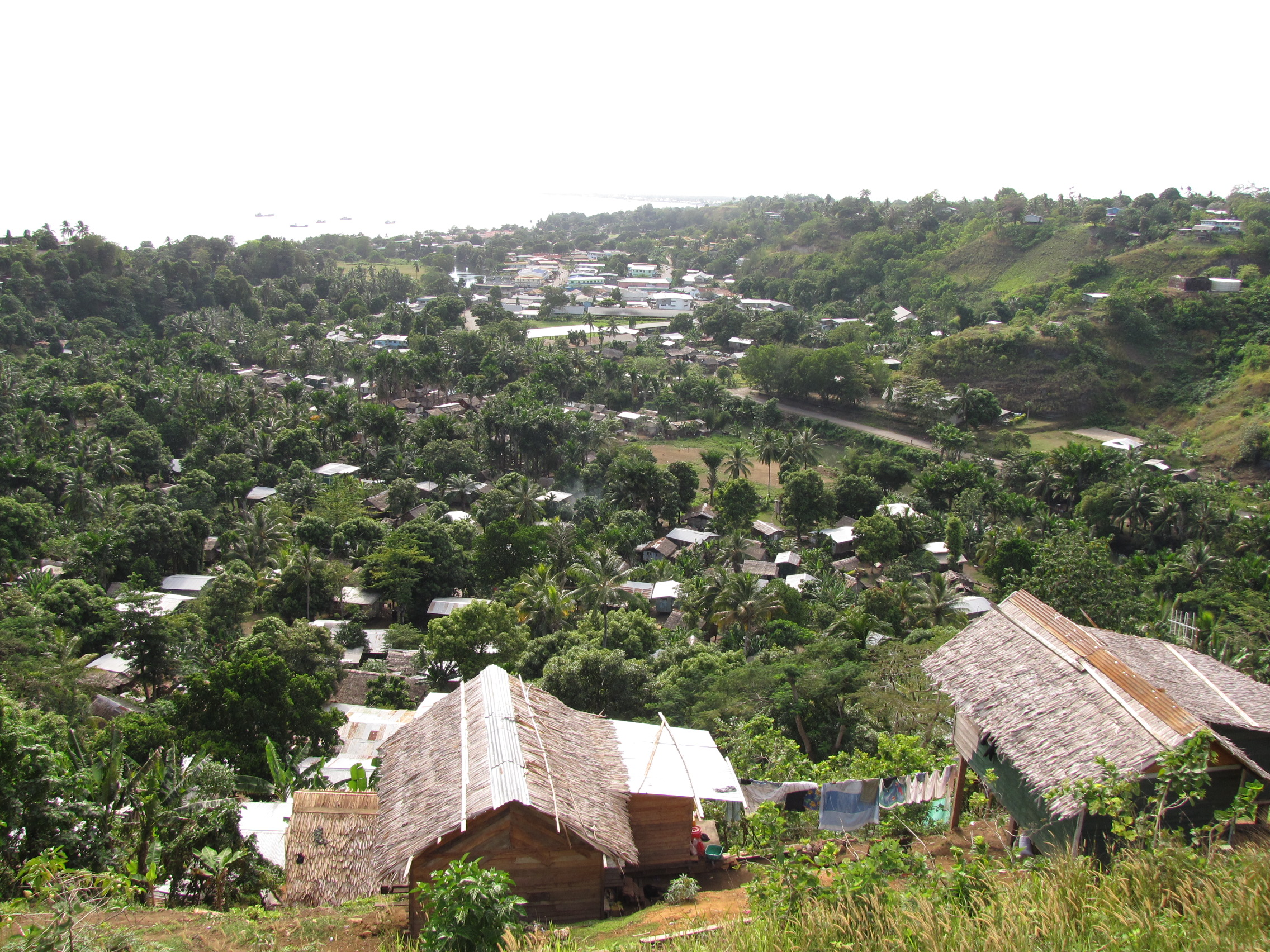
Панорама Хоніари, столиці країни

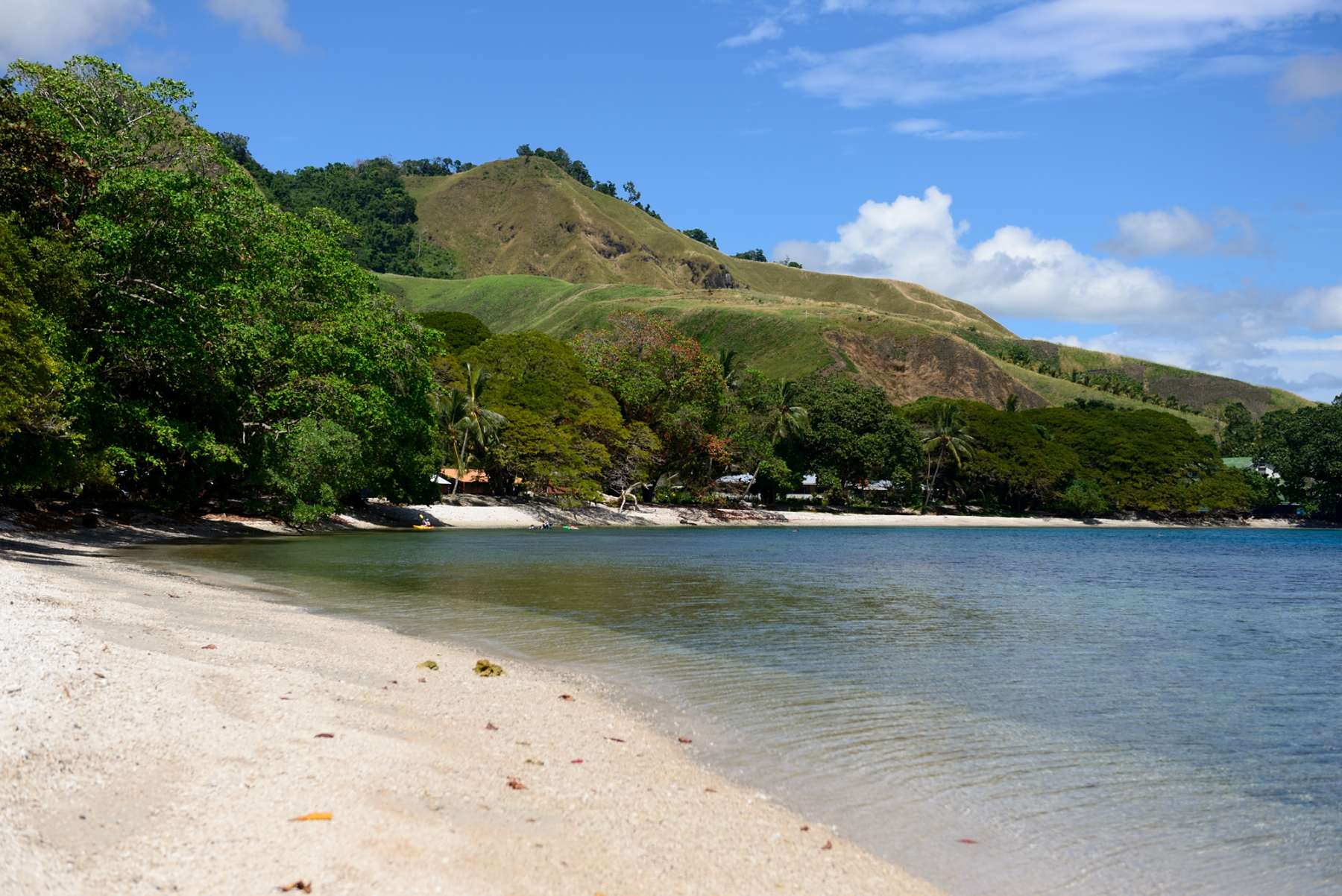
Узбережжя острова Гуадалканал біля Вісале

Соломонові острови займають площу 27 600 км². Держава охоплює частину однойменного архіпелагу в Тихому океані, у Меланезії, на схід від острова Нова Гвінея. Найбільші острови архіпелагу: Бугенвіль, Гуадалканал, Санта-Ісабель, Малаїта, Сан-Крістобаль, Шуазель, Нью-Джорджія. Також займає острови Велья-Лавелья, Коломбангара, Ганонга, Гізо, Рендова, Вангуку, Гатукан, Тетіпарі і острівні групи Дафф, Санта-Крус, Рассела, Суоллоу, Нггела і острови Беллона, Реннелл, Шортлендські острови (Шортленд, Фауро та інші), атоли Онтонг-Джава, Стьюарт тощо.
Північна частина архіпелагу (острови Бугенвіль, Бука, Ніссан і деякі атоли) входить до складу Папуа Нова Гвінея; решта, більша частина — належить державі Соломонові Острови.
Острови переважно вулканічного походження; є вулкани, що діють (Багана; Бальбі — фумарольна активність). Найвища гора (2335 м) — Попоманасеу (англ. Mount Popomanaseu). Соломонові острови розташовані в сейсмічно небезпечному регіоні, де часто відбуваються землетруси. У січні 2010 року стався землетрус, магнітуда поштовхів якого склала 7,2, поштовхи спровокували появу цунамі з максимальною висотою хвиль 2,5 метра. Загалом без даху над головою залишилося близько тисячі осіб. 23 квітня 2011 року було зафіксовано землетрус з магнітудою поштовхів 6,9 бала. 6 лютого 2013 року відбувся землетрус із магнітудою 8,0.
В «Звіті про стан клімату в південно-західній частині Тихого океану за 2022 рік», Всесвітня метеорологічна організація (ВМО) констатувала, що рівень моря в південно-західній частині Тихого океану підвищується приблизно на 4 міліметри на рік, що трохи перевищує середній глобальний показник. Це загрожує низинним територіям, як-от Тувалу та Соломонові Острови, які із часом можуть опинитися під водою.

### Клімат
Клімат субекваторіальний, дуже вологий. Середні місячні температури від 26 до 28 °C. Опадів від 2300 до 7500 мм в рік. З травня по жовтень переважає південно-східний пасат, з грудня по березень — північно-західний екваторіальний мусон. Є короткі повноводні річки. Значну частину островів вкрито вічнозеленими лісами (пальми, фікуси та ін.); у найсухіших місцях — савани; по берегах — мангри. Тваринний світ: щури, кажани, крокодили, ящірки, змії, гігантські жаби; птахи — дикі голуби, папуги тощо.

### Екологія
На островах є декілька активних і відносно спокійних вулканів. Найактивнішими з них є вулкани Тінакула і Кавачі.

## Історія
Вважається, що Соломонові Острови були населені меланезійцями тисячі років тому.
Соломонові Острови були відкриті 1568 року іспанським мореплавцем Альваро Менданья де Нейра, який виміняв у місцевих жителів золото й назвав ці острови Соломоновими, порівнявши їх з «Золотою країною Соломона». Повторно відкриті англійцем Філіпом Картеретом у 1767 році. Велика Британія встановила протекторат над Соломоновими Островами у 1890-х.
Під час Другої світової війни частина Соломонових островів була захоплена японськими військами, тут йшли важкі бої на суші та на морі. Зокрема, битва за Гуадалканал вважається переломною на Тихоокеанському театрі воєнних дій.
У липні 1978 року Соломонові Острови стали незалежними від Великої Британії. Першим прем'єр-міністром став Пітер Кенілореа.
Переорієнтація у 2019 році влади островів з Тайваню на КНР спричинила протести на Соломонових островах. Рішення про військову допомогу прийняли уряди Папуа — Нової Гвінеї, (пообіцяли надіслати близько 30 миротворців) та Фіджі (направила на Соломонові острови 50 військовослужбовців).

## Головні пам'ятні місця рекомендовані для відвідування
Соломонові острови привертають туристів насамперед своєю природністю, відсутністю прагнення створити щось спеціально для них. Тут пропонують відпочинок в природних умовах, і цим цінні барвистий Чайнатаун.
Усього за декілька кілометрів від столиці знаходяться знамениті водоспади Матаніко. Вода падає в печеру, заповнену сталагмітами та сталактитами, після чого ховається в надрах острова.
Незабутнім виявиться подорож у лагуну марів. Тут знаходиться туристичне село країни — Ворлд-Херітейдж. Держава, намагаючись зберегти унікальну флору і фауну цього місця, обмежила заготівлю лісу.
Основний дохід місцеві жителі отримують за рахунок туризму. Подорож по островах зазвичай починається зі столиці держави — Хоніари. Тут розташовано місце під назвою Пойнт-Круз. За легендою, тут вперше висадився на берег іспанець Менданья і встановив хрест на честь відкриття острова. Також цікаво буде відвідати Національний музей, Парламент, Ботанічні сади.
Село Нусамбаруку (о. Гізо) — приклад традиційного ізольованого села. Воно складається з декількох будівель, які розташовані високо на палях. Дістатися до села можна тільки на човні або по вузенькій дамбі.
Острови Анарвон знаходяться у 280 км від столиці. Це група зі 100 островів, є домівкою для рідкісних морських черепах. Тут був організований природний резерват: кілька десятків спеціально навчених людей стежать за збереженням життів черепах і супроводжують туристів.
Західна провінція славиться красою і багатством підводного світу. Сюди спрямовуються любителі екстриму та водних видів спорту. Тут же розташовані комфортабельні курорти.
Перлиною Західної провінції по праву можна назвати лагуну марів. Це найсолоніша лагуна у світі (150 на 96 кілометрів). Тисячі островів і коралових рифів оточують лагуну.
Майже всю південну частину о. Реннелл займає озеро Тенгано. Воно є найбільшим прісноводним озером тихоокеанського регіону. Озеро і прилеглі території утворюють Національний парк живої природи Іст-Реннелл, який включено до списку світової спадщини ЮНЕСКО.

## Населення
Більшість з 552 438 осіб (2006 р.) на Соломонових Островах є етнічними меланезійцями (94,5 %). Дві інші великі групи — полінезійці (3 %) і мікронезійці (1,2 %). На островах розмовляли 74-ма мовами, але чотири з них вимерли. Англійська мова є державною мовою, але нею говорить лише 1-2 % населення; лінгва франка — соломонський піджин.
Чисельність населення — 515 870 осіб (Перепис 2009 року).
Річний приріст населення — 2,3 % (перепис 2009 року). Народжуваність — 26,9 на 1000 (фертильність — 3,4 народжень на жінку)
Смертність — 3,7 на 1000.
Середня тривалість життя — 71 рік у чоловіків, 76 років у жінок.
Етнічний склад (за переписом 2009 року):
- меланезійці — 95,3 % (491 466 осіб)
- полінезійці — 3,1 % (15 911 особа)
- мікронезійці — 1,2 % (6446 осіб)
- китайці — 0,1 % (654 особи)
- європейці — 0,1 % (721 особа)
- інші — 0,1 % (672 особи).

Міське населення — 19,7 % (101 798 містян) (Перепис 2009 року).

### Культура
Соломонові острови значною мірою зберегли свій колишній культурний вигляд. У селах переважають будинки традиційного типу: легкі, прямокутні хатини на стовпах з плетеними стінами та двосхилим дахом з пальмового листя. Однак у великих населених пунктах чимало будівель європейського типу. В одязі європейські елементи істотно потіснили традицію, але частина місцевих жителів продовжує носити пов'язки на стегнах і короткі спідниці. У духовній культурі остров'ян традиція також тісно переплітається з сучасністю. Серед місцевого населення порівняно добре зберігаються фольклор, самобутні пісні та танці, народні промисли й ремесла, проте ж впроваджується і сучасна культура.

### Релігія
Приблизно 97 % населення Соломонових Островів сповідує християнську віру. Найбільші християнські віросповідання (за переписом 2009 року):
- церква Меланезії — 31,9 % (164 639 осіб)
- католики — 19,6 % (100 999 осіб)
- євангелісти південних морів — 17,1 % (88 395 осіб)
- адвентисти сьомого дня — 11,7 % (60 506 осіб)
- об'єднана церква Папуа Новій Гвінеї та Соломонових островів — 10,1 % (51 919 осіб)
- церква християнського товариства — 2,5 % (13 153 осіб)
- інші християни — 4,4 %
- інші — 2,7 % (14 076 осіб)

Мусульман приблизно 350 осіб (дані 2007 року).

## Політика
Соломонові Острови є конституційною монархією і мають парламентську систему уряду. Монарх Соломонових Островів — монарх Великої Британії — глава держави; його представляє генерал-губернатор, якого обирає парламент на п'ятирічний термін. Однопалатний парламент має 50 членів, вибраних на чотирирічні терміни. Парламент може бути достроково розпущено голосами більшості його членів. Парламентське представництво засноване на виборчих округах з одним членом парламенту. Загальне право голосу для громадян віком від 18 і старше. Глава уряду — прем'єр-міністр, якого обирає парламент. Прем'єр-міністр призначає інших членів кабінету. Кожне міністерство очолює член кабінету. Член кабінету працює з постійним секретарем — посадовою особою, яка керує штатом міністерства.
Столиця — місто Хоніара на острові Гуадалканал.
Країна поділяється на 10 адміністративних областей, дев'ять з яких — провінції, що управляються вибраними провінційними зборами, а 10-та — місто Хоніара, що керується муніципалітетом.

## Економіка
Основа економіки країни — сільське господарство, рибальство, лісозаготівля. Три чверті робітників зайняті в сільському господарстві, а також у сфері рибальства і лісозаготівель. У промисловому секторі (обробка риби, лісоматеріали) зайнято 5 %, у сфері обслуговування — 20 %. ВВП на душу населення (у 2009 році) — 2,5 тис. дол. (177-ме місце у світі). Культивуються какао, кокоси, рис, картопля, овочі, фрукти. Розводять худобу. З кустарних промислів найрозвиненіші різьблення по дереву, виготовлення виробів з перламутру, циновок, кошиків і човнів.
Острови багаті мінеральними ресурсами, такими як свинець, цинк, нікель і золото. Більшість промислових товарів і нафтопродукти імпортуються. До 1998 р., коли світові ціни на тропічні лісоматеріали різко впали, лісоматеріали були головним експортним продуктом островів, ліси Соломонових Островів були небезпечно вирубані. Інші важливі урожаї й експорт включають копру й пальмову олію. 1998 року австралійська компанія почала добування золота на Золотому Хребті на острові Гуадалканал. Геологічні дослідження тривають в інших областях. Проте після етнічних заворушень у червні 2000 р. експорт пальмової олії й золота припинився, а експорт лісоматеріалів упав.
Експорт — 0,24 млрд дол. У 2008 році — ліс, риба, копра, пальмова олія, какао.
Основні покупці (у 2009 р.):
- Китай — 54,1 %
- Південна Корея — 6,2 %
- Філіппіни — 6 %
- Іспанія — 4,9 %

Імпорт — 0,26 млрд дол. У 2008 році — продовольство, промислові товари, паливо, хімічні продукти.
Основні постачальники (у 2009 р.):
- Сінгапур — 24,7 %
- Австралія — 23,1 %
- Нова Зеландія — 5,2 %
- Фіджі — 4,5 %
- Папуа Нова Гвінея — 4,3 %
- Малайзія — 4 %.